# Unbreakable (EP de Stratovarius)
Unbreakable es un EP de la banda finlandesa de power metal, Stratovarius, publicado el 25 de enero de 2013 por la discográfica Edel Music (Finlandia) y el 25 de enero de 2013 por Victor Entertainment (de Japón para el resto del mundo). Contiene las canciones de su decimoquinto álbum de estudio, Nemesis, y 4 canciones remasterizadas: Falling Star de Polaris, Freedom de Infinite, The Game Never Ends de Elysium y de Why Are We Here? Intermission. También se publicó como videoclip y fue lanzado oficialmente el 20 de diciembre de 2013.

## Listado de canciones
1. «Unbreakable» - 4:36
2. «Falling Star» - 4:35
3. «The Game Never Ends» - 3:53
4. «Freedom» - 5:03
5. «Why Are We Here?» - 4:43

## Integrantes participantes
- Timo Kotipelto – cantante
- Matias Kupiainen – guitarra eléctrica
- Jens Johansson – teclado
- Lauri Porra – líneas de bajo
- Rolf Pilve – batería

## Historial de lanzamiento
| Región                   | Fecha               | Discográfica |
| ------------------------ | ------------------- | ------------ |
| Finlandia                | 25 de enero de 2013 | Edel         |
| Japón, y resto del mundo | 25 de enero de 2013 | Victor       |